# Distrito de Zvolen
El distrito de Zvolen (en eslovaco Okres Zvolen) es una unidad administrativa (okres) de Eslovaquia Central, situado en la región de Banská Bystrica, con 67 650 habitantes (en 2003) y una superficie de 759 km².

## Demografía
| Año        | 1994   | 2004    | 2014    | 2024    |
| ---------- | ------ | ------- | ------- | ------- |
| Población  | 67 753 | 67 678  | 69 009  | 65 370  |
| Diferencia |        | −0,11 % | +1,96 % | −5,27 % |

| Año        | 2023   | 2024    |
| ---------- | ------ | ------- |
| Población  | 65 578 | 65 370  |
| Diferencia |        | −0,31 % |

## Ciudades
- Sliač 4980
- Zvolen (capital) 42 476

## Municipios (población año 2017)
- Babiná 553
- Bacúrov 171
- Breziny 374
- Budča 1351
- Bzovská Lehôtka 134
- Dobrá Niva 1874
- Dubové 275
- Hronská Breznica 253
- Kováčová 1552
- Lešť 34
- Lieskovec 1450
- Lukavica 263
- Michalková 30
- Očová 2603
- Ostrá Lúka 296
- Pliešovce 2365
- Podzámčok 533
- Sása 932
- Sielnica 1456
- Tŕnie 423
- Turová 415
- Veľká Lúka 725
- Železná Breznica 543
- Zvolenská Slatina 2864